# Валя
Валентина Иванова Канева-Кръстева, по-известна като Валя, е българска попфолк и фолклорна певица.

## Биография и творчество
Родена е на 23 април 1978 г. в град Хасково. Завършила е Математическа гимназия с разширено изучаване на английски език, след което изучава специалността „Поп и джаз пеене“ в Софийския университет. Като ученичка Валя пее пет години в хасковския хор „Орфей“, с който участва на редица конкурси и фестивали.
Професионалният ѝ дебют на голяма сцена е на фестивала за авторска песен на фолклорна основа „Тракия фолк“ през 2000 г., когато печели награда за дебют с песента „100 покани, 100 букета“. Това слага начало на нейната кариера и тя започва да работи с музикална компания „Пайнер“. През 2025 г., след 16-годишна пауза, Валя записва петия си дует с Жоро Любимеца, озаглавен „Същите ли сме“, като към песента има видеоклип, дело на режисьора Николай Скерлев, който е и оператор и сценарист. Музиката е нейна, текстът е на Петя Радева, а аранжиментът – на Илия Атанасов.

## Дискография

### Студийни албуми
- Искам всичко (2001)[3]
- Моят свят (2002)[4]
- Нещо интимно (2005)[5]
- Фолклорна огърлица (2020)[6]

### Компилации
- Златните хитове на Пайнер 24 - Валя (2013)[7]
- Singles Collection (2024)[8]

## Изяви
Концерти зад граница: САЩ, Северна Македония, Германия, Белгия, Испания, Холандия

## Награди
| Година | Получател          | Награда                        | Връчител                               |
| ------ | ------------------ | ------------------------------ | -------------------------------------- |
| 2002   | Валя               | Дебют на годината              | Годишни награди на списание „Нов фолк“ |
| 2002   | Валя               | Дебют на годината              | „Тракия фолк“                          |
| 2003   | „Какво съм за теб“ | Награда за аранжимент за песен | „Тракия фолк“                          |
| 2005   | „Нова пролет“      | Първа награда за песен         | „Пирин фолк“                           |
| 2008   | Валя               | Награда на публиката           | „Охридски трубадури“                   |